# POP!TICK!ROCK! more special!!
『POP!TICK!ROCK! more special!!』（ポップ!チック!ロック! モア スペシャル!!）は、2015年11月11日に発売された Mayuのミニ・アルバムである。

## 概要
ライブ会場限定盤としてリリースされていた『POP!TICK!ROCK!』に、新曲「グローアップタウン」を1曲追加した初の全国流通盤（タワーレコード限定）のミニ・アルバム。ジャケットなども一新してリリース。

## 収録曲
- 全曲作詞・作曲： Mayu

1. グローアップタウン (4:00)
2. 深夜バス (4:09)
3. ほろよいヒロイン (3:47)
4. KISSED MY DREAM (6:14)
5. ステレオラブ (4:15)